# Maen Llwyd (Powys)
Maen Llwyd (auch Twyb Du genannt) ist ein Menhir (englisch Standing stone) südöstlich von Talgarth bei Brecon in Powys in Wales. Mit diesem Namen (deutsch „grauer Stein“) existieren in Wales noch weitere Steine: Maen Llwyd (Commins Coch), Maen Llwyd (Llandyfaelog), Maen Llwyd (Llansteffan), Maen Llwyd (Machynlleth), Maen Llwyd (Rhosdyrnog), Maen Llwyd (St Ishmail).
Der Maen Llwyd von Talgarth steht im offenen Moor an der Kante einer Terrasse an den oberen Hängen des markanten Bergrückens Gadair Fawr. Der Stein ist 2,15 m hoch, 0,95 m breit und 0,35 m dick. Mehrere Packsteine sind um seine Basis herum sichtbar.